# Заркуа, Лади Тагуевич
Лади Тагуевич Заркуа (1911 год, село Квемо-Баргеби, Сухумский округ, Кутаисская губерния, Российская империя — дата смерти неизвестна, село Квемо-Баргеби) — звеньевой колхоза имени Сталина Гальского района Абхазской АССР, Грузинская ССР. Герой Социалистического Труда (1949).

## Биография
Трудился в колхозе имени Сталина, который возглавлял Герой Социалистического Труда Владимир Ахлоевич Гогохия.
Руководил полеводческим звеном в составе бригады Дзуку Ригвавы. В 1948 году звено Лади Заркуа собрало в среднем с каждого гектара по 100,5 центнеров кукурузы на участке площадью 10 гектаров. Указом Президиума Верховного Совета СССР от 3 мая 1949 года удостоен звания Героя Социалистического Труда «за получение высоких урожаев кукурузы и табака в 1948 году» с вручением ордена Ленина и золотой медали «Серп и Молот».
Звено Лади Заркуа находилось в социалистическом соревновании со звеном Николая Силогавы, который также был награждён званием Героя Социалистического Труда этим же указом.
Старший брат Героя Социалистического Труда Владимира Заркуа.
Трудился в колхозе до выхода на пенсию. Проживал в родном селе.